# Giles Smith
Giles Smith (* 1962 in Colchester, Essex) ist ein britischer Autor, Journalist und früherer Musiker.
Smith, der in seiner Jugend durch die Musik und das Auftreten von Marc Bolan und XTC geprägt wurde, war von 1986 bis 1988 neben Martin Newell das zweite Mitglied der Band Cleaners from Venus. Nach einer schlecht verlaufenen Promotour in Deutschland beendete er seine aktive Musikerkarriere, die er zuvor bei einem Projekt namens Orphans of Babylon begonnen hatte. Smith arbeitete später als Musikjournalist. Auf seinen Erlebnissen als Musikfan, Popjournalist und Musiker basiert das Buch Lost in Music.
Mittlerweile ist Smith, ein bekennender Chelsea-Fan, als Sportjournalist tätig und schreibt unter anderem regelmäßig für die Times.
2001 war er einer der Autoren, die eine Geschichte zu dem von Nick Hornby herausgegebenen Buch Speaking with the Angel beisteuerten.

## Werke
- 1994: Lost in Music
- 2000: Midnight in the Garden of Evel Knievel